# Mali Kyun
Mali Kyun (ou ilha Tavoy) é uma ilha das ilhas Mergui, em Mianmar (Birmânia). Fica na parte norte do arquipélago e tem 99 km² de área. Mali Kyun tem 31 km de comprimento de norte a sul.